# 盧本巴希國際機場
盧本巴希國際機場（英語：Lubumbashi International Airport）是一座位於剛果民主共和國東南部城市盧本巴希的國際機場，其主要民航業務為與南部非洲、東部非洲的區域國際航線以及剛果民主共和國之國內線。

## 航空公司與目的地
| 航空公司     | 目的地                     |
| ------------ | -------------------------- |
| 剛果第一民航 | 金夏沙                     |
| 剛果快運航空 | 金夏沙                     |
| 衣索比亞航空 | 里朗威、阿迪斯阿貝巴       |
| 剛果飛行航空 | 金夏沙                     |
| 肯亞航空     | 奈洛比                     |
| 剛果航空     | 約翰尼斯堡、金夏沙         |
| 埔溪森航空   | 三蘭港、路沙卡             |
| 史黛拉航空   | 卡南加、金夏沙、姆布吉馬伊 |
| 南非航空     | 約翰尼斯堡                 |